# Autostrada A8 (Polen)
Die polnische Autostrada A8 ist ein mautfreier Autobahnabschnitt, der Breslau von Süden nach Norden umgeht (Autobahnumfahrung von Breslau; polnisch: Autostradowa Obwodnica Wrocławia). Die Gesamtlänge der Autobahnumfahrung beträgt 35,4 km. Von der Gesamtlänge sind ca. 22,3 km als Autobahn beschildert. Der Rest ist als Schnellstraße S8, Landesstraße 8 und Woiwodschaftsstraße 372 gekennzeichnet. Die Kosten für die komplette Fertigstellung der A8, die bis zum 31. August 2011 erfolgte, belaufen sich auf 4 Mrd. Złoty.

## Planungsgeschichte
In den Netzplänen von 1945, 1946, 1963 und 1971 wurde bereits eine Verbindung von Łódź über Breslau in die Tschechoslowakei geplant. In den Netzplänen von 1976 und 1985 ist nur noch eine Verbindung zwischen Łódź und Breslau enthalten, die an eine Nord-Süd-Strecke angebunden werden sollte. Im Netzplan von 1993 wird die Strecke Łódź nach Breslau dann als A8 bezeichnet, die im weiteren Verlauf auf die A3 treffen sollte. Im Netzplan von 1996 ist die Strecke noch enthalten. Seit 2001 wird die Verbindung zwischen Łódź und Breslau als Schnellstraße S8 geplant. Die Verbindung zur Schnellstraße S3 ist entfallen. Von der A8 ist nur noch die Umfahrung von Breslau geblieben.

## Etappen
Die Baumaßnahmen wurden in drei Etappen geteilt und erfolgten von 2008 bis 2011.
Die Bauverträge wurden am 16. Oktober 2008 (Etappe 1), am 20. Mai 2008 (Etappe 2a) und am 22. Oktober 2008 (Etappe 2b) unterschrieben. Am 31. August 2011 wurde die komplette Autobahn für den Verkehr freigegeben.
| Nr.   | Abschnitt                                         | Länge   | Bauzeit   | Baukosten                        | Verkehrsübergabe  |
| ----- | ------------------------------------------------- | ------- | --------- | -------------------------------- | ----------------- |
| 1     | Knoten Magnice – Knoten Wrocław-Południe          | 04,5 km | 2008–2010 | 780 Mio. Złoty (195 Mio. Euro)   | 30. Dezember 2010 |
| 1     | Knoten Wrocław-Południe – Knoten Wrocław-Lotnisko | 07,4 km | 2008–2011 | 780 Mio. Złoty (195 Mio. Euro)   | 5. Mai 2011       |
| 2a    | Brücke Rędziński über die Oder                    | 01,8 km | 2008–2011 | 577 Mio. Złoty (144 Mio. Euro)   | 31. August 2011   |
| 2b    | Knoten Wrocław-Lotnisko – Knoten Wrocław-Północ   | 09,2 km | 2008–2011 | 2,058 Mrd. Złoty (515 Mio. Euro) | 31. August 2011   |
| 2b    | Knoten Wrocław-Północ – Knoten Wrocław-Pawłowice  | 03,9 km | 2008–2011 | 2,058 Mrd. Złoty (515 Mio. Euro) | 15. Juli 2011     |
| Summe | Summe                                             | 26,8 km |           | 3,42 Mrd. Złoty (854 Mio. Euro)  |                   |

1. ↑  Dieser Abschnitt wurde im Rahmen der Autobahnumfahrung von Breslau realisiert, ist aber ein Teil der Schnellstraße S8.

## Frage um Mauterhebung
Der Fall um die Mauterhebung auf der Autostrada A8 war von vornherein nicht entschieden. Laut des Beschlusses der Regierung vom 16. Juli 2002 wird die Autobahn mautpflichtig sein. Die Autobahnknoten sind so angefertigt, dass die Maut erhoben werden kann. Nach der Aussprache des Politikers Grzegorz Schetyna im Jahr 2008 soll die Fahrt kostenlos sein. Am 27. Juni 2010 versprach der Minister für Infrastruktur Cezary Grabarczyk, dass alle Autobahnen entlang von Großstädten mautfreie Umfahrungen für Personenkraftwagen (Pkw), Lastkraftwagen (Lkw) bis 3,5 Tonnen sowie für Motorräder bleiben. Am 27. August 2011, während des Tags der offenen Tür, besuchte der polnische Ministerpräsident Donald Tusk die Autobahnbaustelle und versicherte, dass die Umfahrung Breslaus mautfrei für Pkw (Pkw), Lkw bis 3,5 t sowie für Motorräder bleiben wird. Jedoch soll eine Abstufung der Autobahn zur Schnellstraße erfolgen, damit die Gebührenfreiheit nicht gegen das polnische Recht verstößt und keine Mautpflicht später eingeführt werden kann. Im Gegensatz dazu wurde am 1. September 2011 vom polnischen Verkehrsministerium beschlossen, dass die Umfahrung weiterhin als Autobahn beschildert und aus der Liste von mautpflichtigen Autobahnen gestrichen werden soll. Die letzte Information wurde Anfang Dezember 2011 seitens der Regierung bestätigt.

## Brücke Rędziński
Die Brücke Rędziński ist eine Schrägseilbrücke über die Oder im Verlauf der polnischen Autobahn A8 und die größte Brücke dieser Art in Polen. Die Stahlbetonkonstruktion ist an einem 122 Meter hohen Pylon befestigt. Der Überbau der Brücke ist 612 Meter und zusammen mit den zu der Brücke führenden Hochstraßen 1742 Meter lang. Beide Fahrbahnen sind mit drei Fahrstreifen ausgestattet.

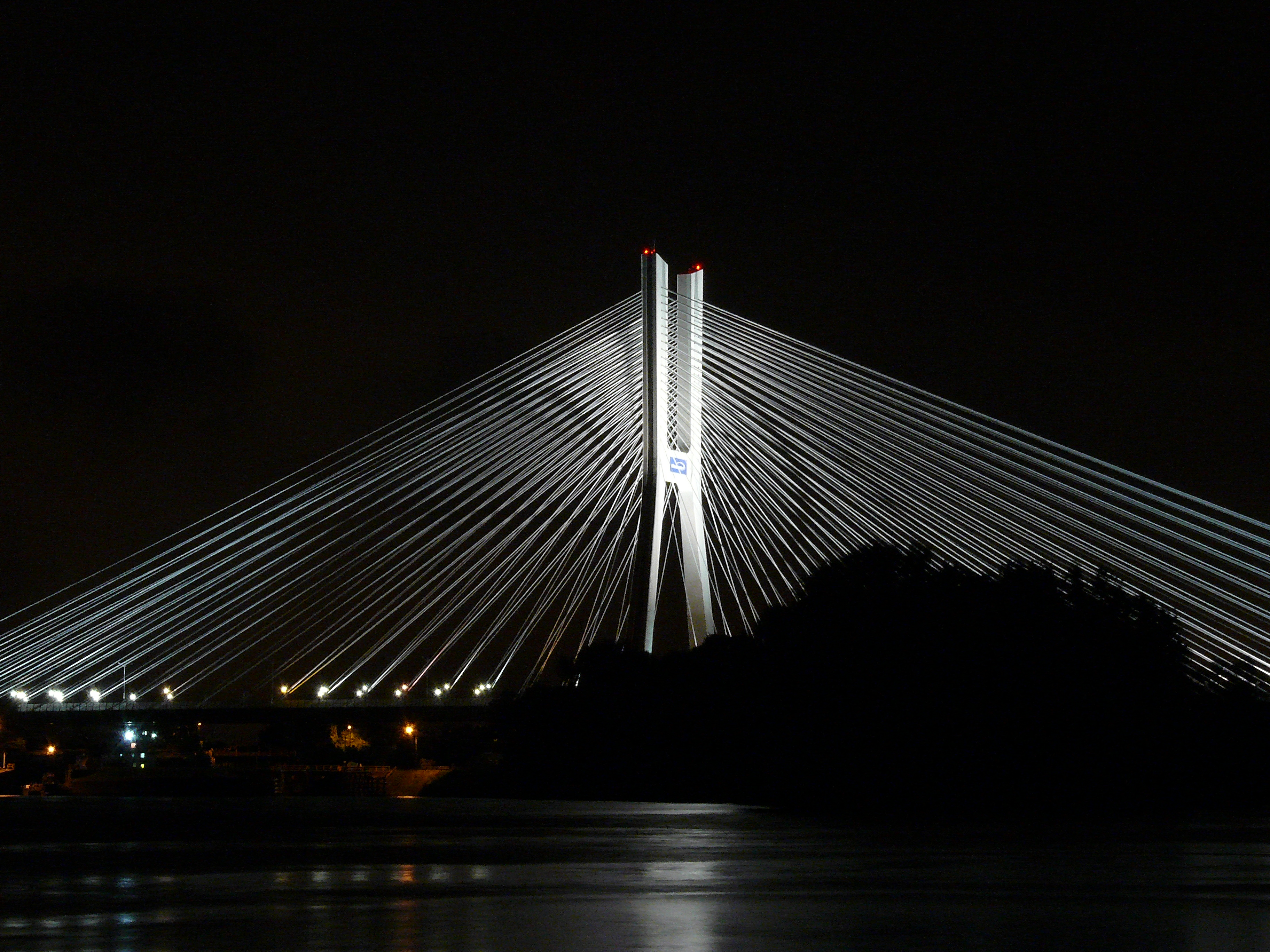
Die fertiggestellte Brücke bei Nacht
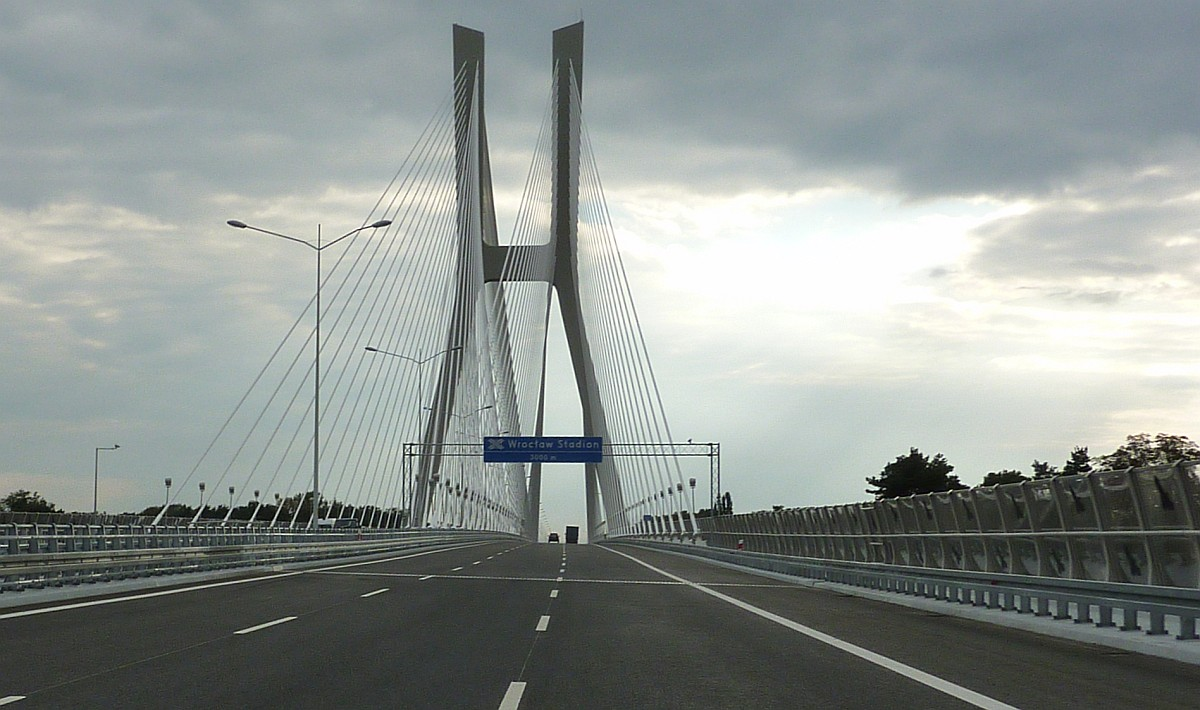
Die Brücke aus nordöstlicher Richtung
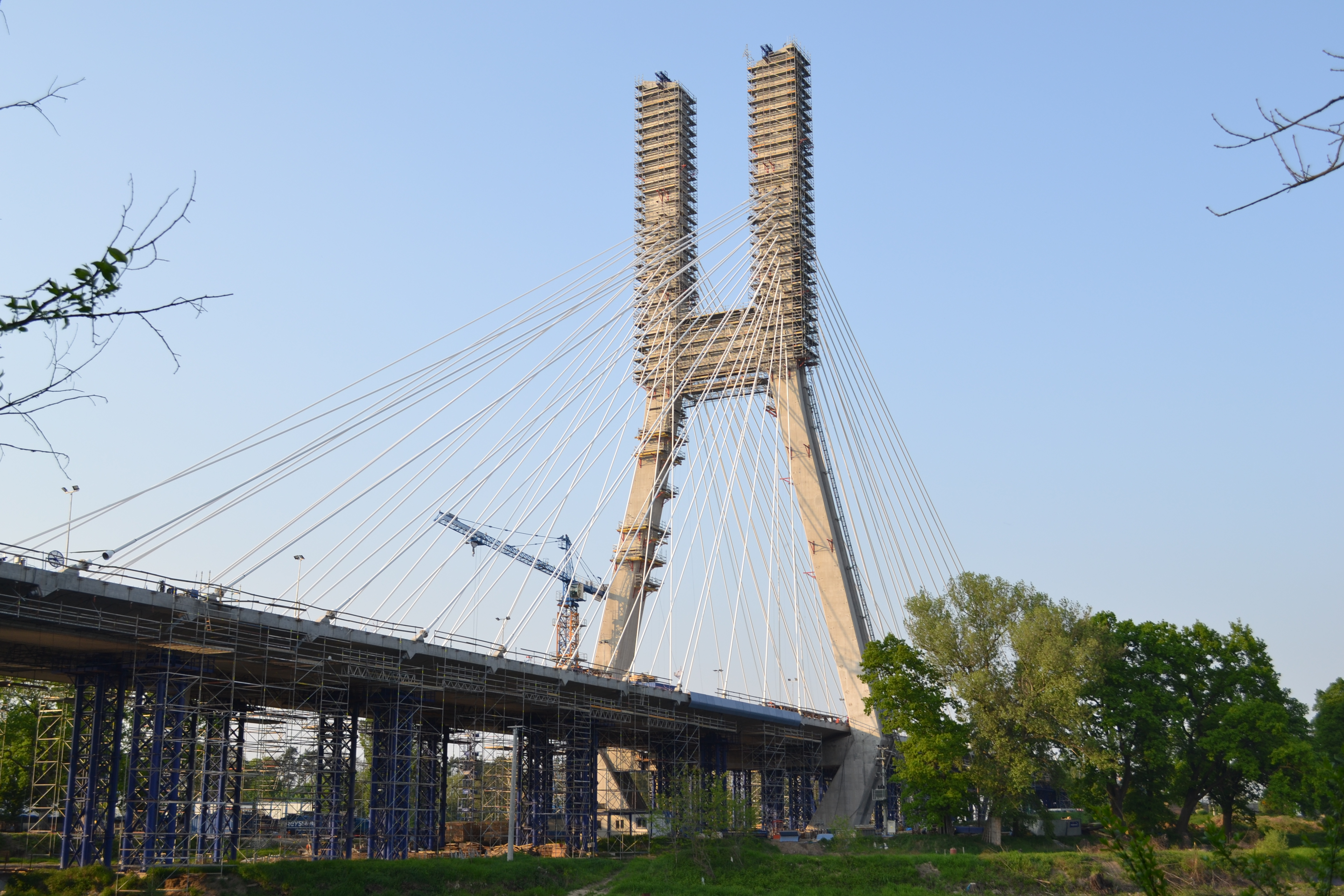
Bau im Mai 2011
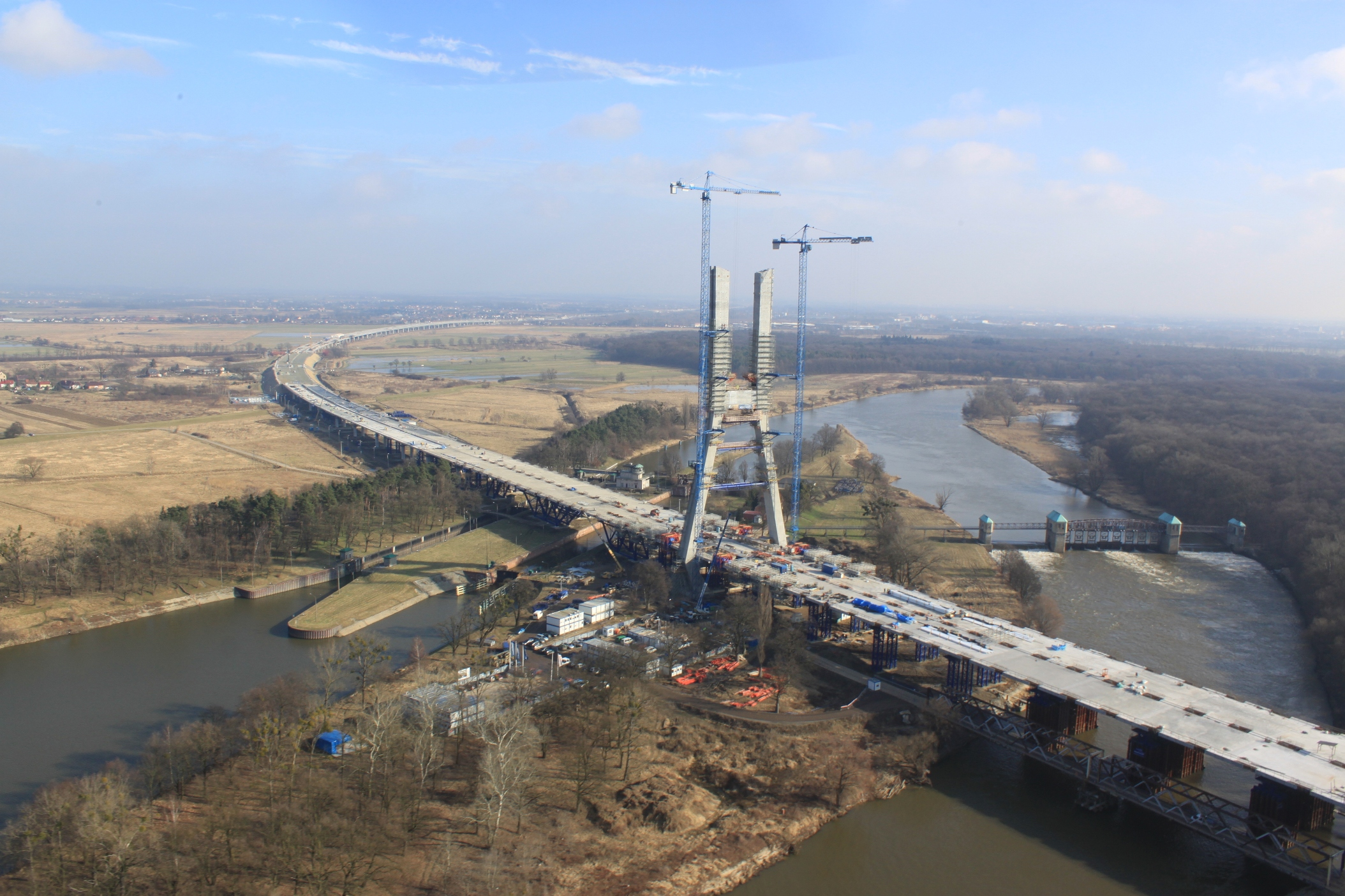
Bau im Februar 2011